# Ammoniumhexachloroiridat
Ammoniumhexachloroiridat ist eine anorganische chemische Verbindung aus der Gruppe der Ammoniumverbindungen und Hexachloroiridate.

## Gewinnung und Darstellung
Ammoniumhexachloroiridat kann durch Reaktion einer Lösung von Dinatriumhexachloroiridat in Königswasser mit Ammoniumchlorid gewonnen werden.
{\displaystyle \mathrm {Na_{2}[IrCl_{6}]+2\ NH_{4}Cl\longrightarrow (NH_{4})_{2}[IrCl_{6}]\downarrow +\ 2\ NaCl} }

## Eigenschaften
Ammoniumhexachloroiridat liegt in Form schwarzroter bis schwarze Oktaeder vor, die wenig löslich in Wasser sind. Oberhalb von 200 °C zersetzt es sich zu Iridium, Stickstoff, Ammoniumchlorid und Chlorwasserstoff. Es besitzt eine Kristallstruktur vom Natriumhexachloroplatinat(IV)-Typ. Sehr leicht lässt es sich zu Ammoniumhexachloroiridat(III) umsetzen.

## Verwendung
Ammoniumhexachloroiridat wird als Zwischenprodukt zur Herstellung von reinem Iridium aus iridiumhaltigen Erzen verwendet.
{\displaystyle {\ce {(NH4)2IrCl6 + 2 H2 -> Ir + 2 NH3 + 6 HCl}}}